# Oban Hills

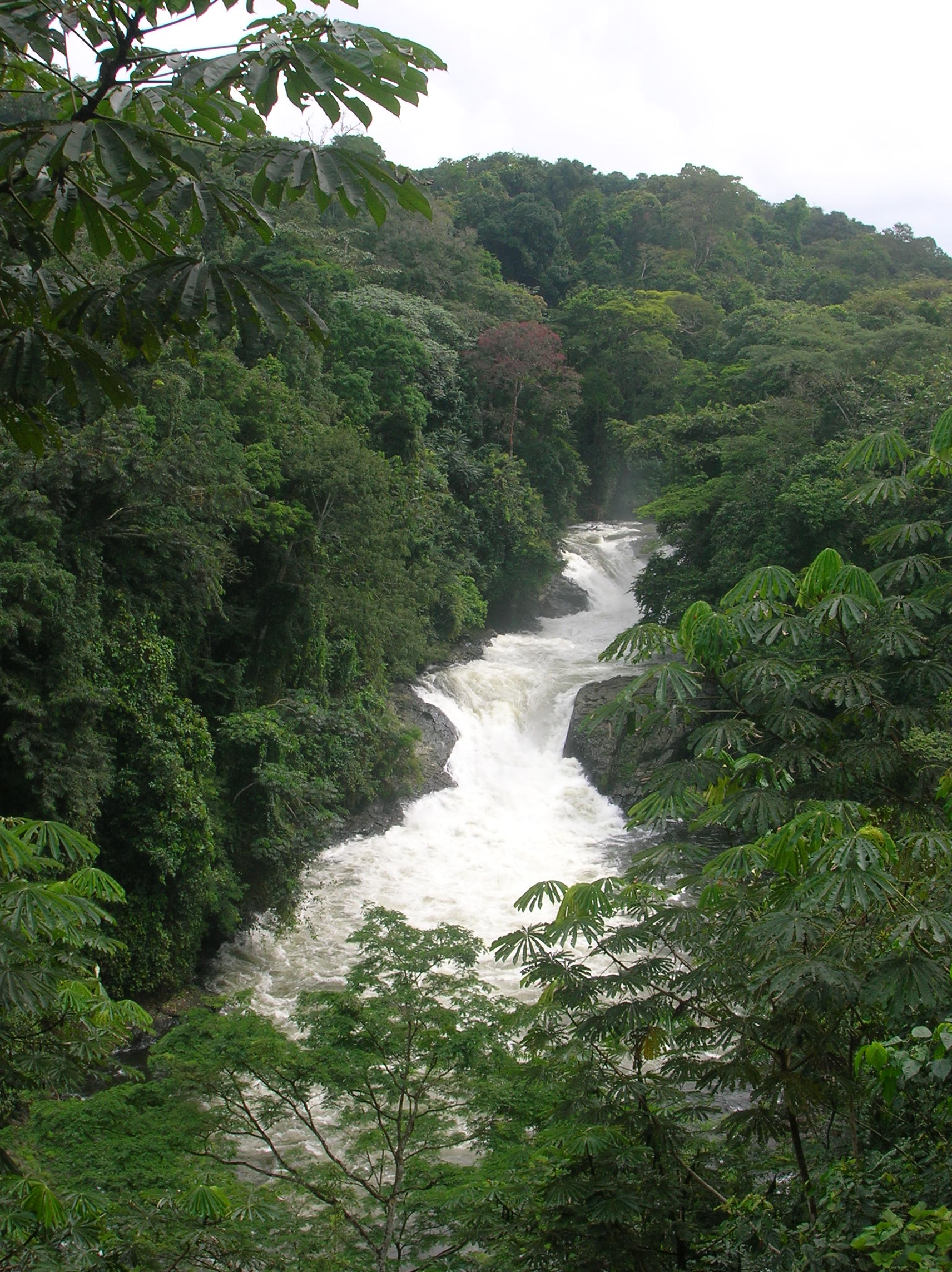
Kwafallen, längs Great Kwa River i delstaten Cross River, Nigeria

Oban Hills är en bergskedja i delstaten Cross River, Nigeria, som ligger inom Cross Rivers nationalpark.

## Geografi
Bergen är oländiga och reser sig från 100 meter upp över floddalarna till över 1000 meter i bergen. Jordmassorna hotas starkt av urlakning och erosion i områden som saknar växtlighet. Regnsäsongen varar från mars till november och årsmedelnederbörden är över 3 500 mm. Norra delarna dräneras av floden Cross river och dess biflöden. Södra delarna dräneras av floderna Calabar, Kwa och Korup.

## Landanvändning
Oban hills, som fått sitt namn efter den lilla staden Oban i söder, har det största området av oexploaterad låglandsregnskog i Nigeria. Det är möjligt att regionen hade en större befolkning, kanske reducerad genom dess närhet till slavhandelscentret Calabar, och att skogen faktiskt kan växt upp ganska nära nutiden.
En rapport 1988 angav att de återstående skogsfläckarna på bergssluttningarna inkräktades på genom en alltmer utbredd avverkning och utökade jordbruksområden. Primater såsom Preuss markatta jagades för sitt kött.
Oban Hills skogsreservat gjordes till en del av Cross River nationalpark 1991.

## Världsarvssstatus
Den 1 november 1995 sattes Oban Hills upp på Nigerias tentativa världsarvslista.